# .org
.org è un dominio di primo livello generico. Inizialmente riservato alle organizzazioni, è uno dei primi domini introdotti.
Dal 2003 il registro è tenuto dal Public Interest Registry.